# Get Lucky (album de Mark Knopfler)
Pour les articles homonymes, voir Get Lucky.
Albums de Mark Knopfler
Kill To Get Crimson
(2007) Privateering
(2012)
Get Lucky est le sixième album solo de Mark Knopfler sorti le 14 septembre 2009. Il a été enregistré en 2009. Il a été suivi d'une tournée en Amérique du Nord et en Europe (depuis Seattle le 8 avril 2010, jusqu'à Avila le 31 juillet 2010). 

## Liste des chansons
1. Border Reiver – 4:35
2. Hard Shoulder – 4:33
3. You Can't Beat the House – 3:25
4. Before Gas and TV – 5:50
5. Monteleone – 3:39
6. Cleaning My Gun – 4:43
7. The Car Was the One – 3:55
8. Remembrance Day – 5:05
9. Get Lucky – 4:33
10. So Far from the Clyde – 5:58
11. Piper to the End – 5:47
12. Early Bird – 5:36 (sur iTunes uniquement)
13. Time In The Sun – 2:52 (sur Amazon uniquement)

L'édition Deluxe contient 3 morceaux de plus :
1. Pulling Down the Ride - 2:41
2. Home Boy - 3:15
3. Good as Gold - 3:27

## Musiciens
- Mark Knopfler – voix, guitares et mandoline
- Richard Bennett – guitares
- Glenn Worf – basse
- John McCusker – violon, whistle
- Guy Fletcher – claviers
- Matt Rollings – piano, orgue
- Phil Cunningham – accordéon
- Danny Cummings – batterie, percussions
- Michael McGoldrick – flute, whistle
- Rupert Gregson-Williams- chef d'orchestre (cordes), cor anglais